# Balfour (Mpumalanga)
Balfour is een dorp in de gemeente Dipaleseng in het district Gert Sibande in de Zuid-Afrikaanse provincie Mpumalanga. De industrie van Balfour is van oudsher gericht op de kolenmijnbouw en maïsbouw.
De plaats werd in 1898 gesticht als McHattiesburg, naar de stichter Frederick McHattie. In 1905 onderging het dorp een naamsverandering en werd het vernoemd naar Arthur Balfour, de Britse minister-president, nadat deze, toen hij met zijn trein het dorp passeerde, besloten had op het stationsperron een toespraak te geven.
Op 15 februari 2017 werden vier familieleden op een boerderij doodgeschoten. Het gaat om Louis, Belinda, Gert en Paulina Smuts, bewoners van de Moddelbultboerderij in de buurt van Balfour. Deze viervoudige moord is een onderdeel van de zogenaamde plaasmoorde.